# 巴克曼
巴克曼（英語：Buckman）是一个美國城市，位於明尼蘇達州莫里森縣。根據2010年的人口普查，當地人口為270人。

## 地理
根据美国人口普查局，该城市的总面积為1.02平方英里（2.64平方）。